# Hegyközségek Nemzeti Tanácsa
A Hegyközségek Nemzeti Tanácsa köztestület, a háromszintű magyar hegyközségi rendszer legfelső, országos szintje, amelyet a hegyközségeket tömörítő hegyközségi tanácsok alkotnak. 

## Feladatköre
Feladata, amelyet a hegyközségi törvény határoz meg, a magyar bortermelés és értékesítés nemzeti szintű érdekvédelme és összehangolása, a hegyközségi tanácsok adatgyűjtésének országos összegzése. Ezek alapján javaslatokat dolgoz ki a kormányzat számára a szükséges jogszabályi változásokról, illetve agrárpiaci beavatkozásokról.
A nemzeti tanács piacra jutási szolgáltatásokat, kiállításokat, borversenyeket, konferenciákat szervez, képviselheti a hegyközségeket származás- és minőségvédelemmel kapcsolatos ügyekben és kapcsolatot tart fenn a nemzetközi eredetvédelmi szervezetekkel. Köztestületi feladata az is, hogy elbírálja a hegyközségi tanács közigazgatási ügyben hozott elsőfokú határozata ellen benyújtott fellebbezéseket.

## Szervezete
Tanácskozási joggal munkájában (és a hegyközségi tanácsok munkájában is) részt vesznek a bor- és szőlőágazat oktatási és kutatási intézményei, egyéb szervezetek, illetve az állami közigazgatás illetékes intézményei.

## Ellenőrzési díj 2014-től
- A HNT 2014-ben határozott  ellenőrzési díj

## Külső hivatkozás
- A Hegyközségek Nemzeti Tanácsa honlapja